# Julidans
Julidans is een internationaal festival voor hedendaagse dans dat jaarlijks begin juli in Amsterdam wordt georganiseerd. Het hoofdprogramma speelt zich af in de Stadsschouwburg Amsterdam en in Theater Bellevue, daarnaast worden voorstellingen gegeven in onder meer het Vondelpark Openluchttheater en in het Erasmuspark. In 2016 vond de 26e editie van het festival plaats.

## Programmering
Het Julidans-programma presenteert voorstellingen van bekende hedendaagse choreografen zoals: Christian Rizzo, Meg Stuart, Luís Guerra en Mette Ingvartsen en Arco Renz.